# Kalabankoro
Kalabankoro ist eine ländliche Gemeinde und eine Siedlung des Kreises Kati in der Koulikoro im Südwesten Malis. Die Gemeinde ist Teil der Vororte von Bamako, der malischen Hauptstadt, geworden. Sie liegt auf der Südseite des Niger, südlich und westlich der Stadtgemeinden V und VI von Bamako. Die Gemeinde wächst sehr schnell un ist mit über 160.000 Einwohnern die drittgrößte Gemeinde Malis sowie die bei weitem bevölkerungsreichste ländliche Gemeinde.

## Einwohnerentwicklung
Die letzten Volkszählungen ergaben jeweils folgende Einwohnerzahlen:
| Jahr | Einwohner |
| ---- | --------- |
| 1998 | 35.582    |
| 2009 | 161.882   |